# روان‌شناسی اعتیاد
روانشناسی اعتیاد از گرایش‌های بسیار مهم و نیاز روز بشریت از رشته روانشناسی و حوزه درمان است.
امروزه اهمیت ویژه‌ای برای این رشته دانشگاهی در کل جهان قائل هستند؛ و بحث درمان اعتیاد در این حوزه مطرح است.
اصول ترک اعتیاد و حفظ پاکی از پایه‌های اساسی این حوزه است.

#### روانشناسی اعتیاد
معمولا افرادی که دچار بیماری اعتیاد می شوند علاوه بر مشکلات و وابستگی های جسمانی و روانی، الگوهای رفتاری مخرب و آسیب زایی کسب می کنند که در چرخه تهیه، مصرف و پنهان کاری حاصل می شود. بنابر روانشناسی اعتیاد ارتباطاتی که فرد جهت تهیه مواد ایجاد می کند در تغییر سبک زندگی به سمت سبک اعتیادی بسیار مؤثر است. فرد برای پنهان کاری مجبور به دروغ گفتن و انکار می شود که خود این رفتار بعد از مدتی تبدیل به یک الگوی پایدار می شود.
به دلیل مشغولیت فرد به مصرف ، معمولا زمان لازم جهت انجام مسئولیتهای فردی، خانوادگی و شغلی را نداشته و مجبور به کم کاری و اهمال کاری می شود که همین امر به مرور زمان فرد را تبدیل به شخصی مسئولیت گریز می کند و این رفتار مخرب در عملکردهای فرد آسیب ایجاد می کند.
در دوره مصرف، فرد با اشخاصی آشنا شده و وارد رابطه می شود که در جهت مصرف می باشد و همین موضوع، چرخه ارتباطات مخرب را می سازد و بعد از مدتی، الگوهای ارتباطی سالم را کنار گذاشته و افراد ناسالم و آسیب زننده را وارد زندگی خود می کند.

#### درمان اعتیاد
بنابراین اعتیاد نه تنها در ابعاد جسمانی و روانی فرد را دچار آسیب می کند بلکه در تغییر سبک زندگی هم بسیار تاثیر مخربی دارد و این نشانگر این موضوع می باشد که درمان اعتیاد علاوه بر جنبه های جسمانی به میزان بالایی به ابعاد روانشناختی وابسته بوده و ضرورت مداخله در سبک زندگی در درمان اعتیاد بسیار بالاست.